# Acerodon mackloti
Acerodon mackloti är en fladdermusart som först beskrevs av Coenraad Jacob Temminck 1837.  Acerodon mackloti ingår i släktet Acerodon, och familjen flyghundar. Typexemplaret hittades på Timor.

## Utseende
Liksom andra medlemmar av släktet Acerodon är arten med en kroppslängd (huvud och bål) av ungefär 230 mm, med 139 till 148mm långa underarmar och med en genomsnittlif vikt av 518 g en stor flyghund. En svans saknas och öronen är 32 till 34mm långa. Typisk för huvudet är stora ögon med en gulbrun regnbågshinna och en robust tanduppsättning som är kraftigare än hos Acerodon celebensis. Pälsen har på ovansidan en mörkbrun grundfärg med större variationer mellan populationerna. Allmänt är undersidan lite ljusare och honor är ljusare än hannar. De mörkaste delarna finns på bakdelen och vid vaderna. Ett tydligt kännetecken är en gulbrun mantel kring axlarna. Hannar har en körtel på halsen som är synlig genom en ljus och lite rödaktig fläck. Acerodon mackloti har svartbrun flyghud, en kort hälsporre och en smal svansflughud. Den första premolaren per sida i överkäken tappas redan av ungdjur.

## Underarter
Sex underarter är listade, varav en är ifrågasatt:
- Acerodon mackloti alorensis
- Acerodon mackloti floresii
- Acerodon mackloti gilvus
- Acerodon mackloti mackloti
- Acerodon mackloti ochraphaeus?
- Acerodon mackloti prajae

## Utbredning
Acerodon mackloti är endemisk på några av öarna i Indonesien - Lombok, Sumbawa, Flores, Alor, Sumba, Moyo och Timor. Den förekommer längs kusterna och upp till 450 meter över havet. Arten bildar kolonier på 300-500 individer.

## Ekologi
Denna flyghund vilar i kronan av träd som har endast ett fåtal frukter. Ibland delas sovplatsen med Pteropus vampyrus. Exemplaren lämnar gömstället kort före solnedgången och de söker fikon samt andra frukter. När ett träd besöks av många individer jagar dominanta exemplar svaga artfränder bort. Är utbodet stort tollereras även Pteropus vampyrus, Pteropus griseus och Dobsonia peronii. En parningsberedd hanne hittasdes på Timor i mars. På samma ö upptäcktes i mars en hona med ett 7 mm långt embryo samt i maj en annan hona med ett 25mm långt embryo.

## Hot
På alla öar sker intensivt skogsbruk. Arten påverkas även av störningar vid viloplatsen. Flera exemplar jagas som viltkött. Enligt uppskattningar minskar hela populationen med lite över 30 procent under 15 år, räknad från 2015. IUCN kategoriserar arten globalt som sårbar.